# Potencial Uehling

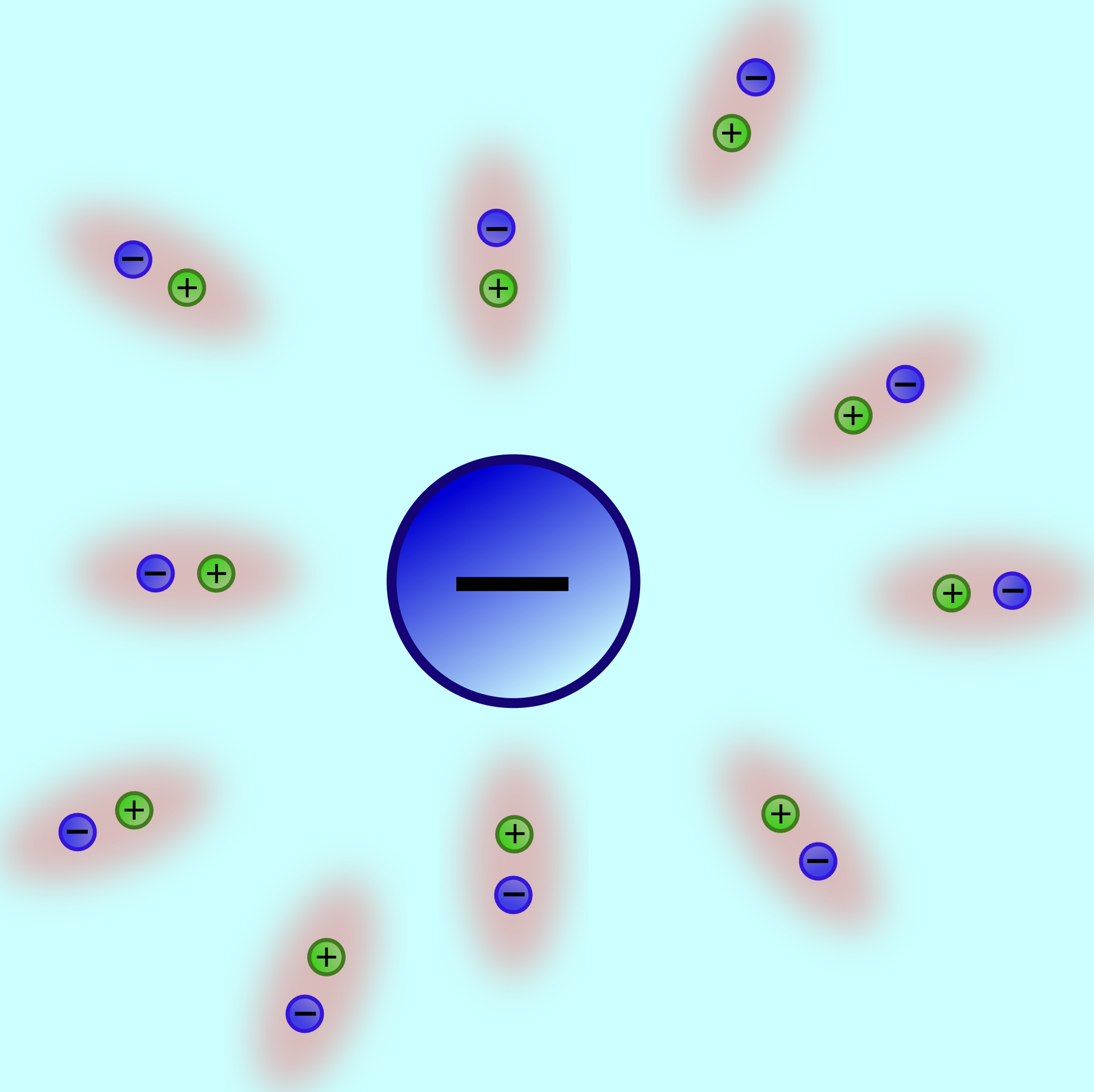
El buit (blau clar) actua com un medi polaritzable (compost per parells virtuals partícula-antipartícula) que modifiquen lleugerament el potencial elèctric de l'electró (representat al mig amb el signe menys).

En electrodinàmica quàntica, el potencial d'Uehling descriu el potencial d'interacció entre dues càrregues elèctriques que, a més del potencial de Coulomb clàssic, conté un terme addicional responsable de la polarització elèctrica del buit. Aquest potencial va ser trobat per Edwin Albrecht Uehling el 1935.
Les correccions d'Uehling tenen en compte que el camp electromagnètic d'una càrrega puntual no actua instantàniament a distància, sinó que és una interacció que té lloc a través de partícules d'intercanvi, els fotons. En la teoria quàntica de camps, a causa del principi d'incertesa entre l'energia i el temps, un sol fotó pot formar breument un parell virtual partícula-antipartícula, que influeix en la càrrega puntual. Aquest efecte s'anomena polarització al buit, perquè fa que el buit aparegui com un medi polaritzable. Amb diferència, la contribució dominant prové de la partícula elemental amb càrrega més lleugera, l'electró. Les correccions d'Uehling són insignificants en la pràctica quotidiana, però permeten calcular les línies espectrals d'àtoms semblants a l'hidrogen amb alta precisió.

## Definició
El potencial de Uehling ve donat per (unitats {\displaystyle c=1} i {\displaystyle \hbar =1} )
{\displaystyle V(r)={\frac {-e^{2}}{4\pi r}}\left(1+{\frac {e^{2}}{6\pi ^{2}}}\int _{1}^{\infty }dx\,e^{-2rm_{\text{e}}x}{\frac {2x^{2}+1}{2x^{4}}}{\sqrt {x^{2}-1}}\right),}
d'on és evident que aquest potencial és un refinament del potencial de Coulomb clàssic. Aquí {\displaystyle m_{\text{e}}} és la massa de l'electró i {\displaystyle e} és la càrrega elemental mesurada a grans distàncies.
Si {\displaystyle r\gg 1/m}, aquest potencial es simplifica a
{\displaystyle V(r)\approx {\frac {-e^{2}}{4\pi r}}\left(1+{\frac {e^{2}}{16\pi ^{3/2}}}{\frac {1}{(m_{\text{e}}r)^{3/2}}}e^{-2m_{\text{e}}r}\right),}
mentre que per {\displaystyle r\ll 1/m} tenim
{\displaystyle V(r)\approx {\frac {-e^{2}}{4\pi r}}\left(1+{\frac {e^{2}}{6\pi ^{2}}}\left(\log {\frac {1}{m_{\text{e}}r}}-\gamma -{\frac {5}{6}}\right)\right),}
on {\displaystyle \gamma } és la constant d'Euler-Mascheroni (0,57721...).